# 아키즈키급 구축함 (2010년)

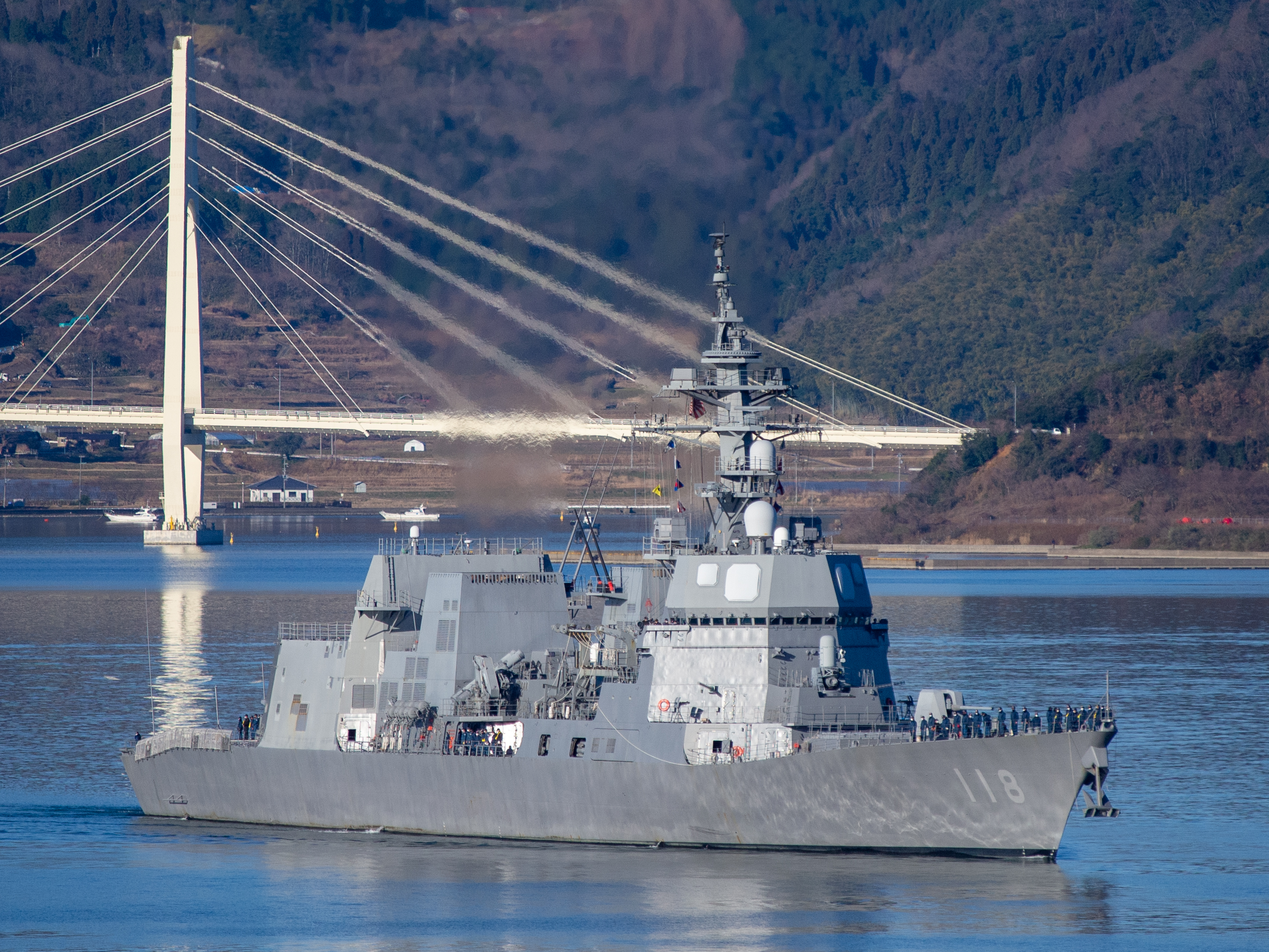
DD-118 후유츠키함의 모습이다.

아키즈키급 구축함(Akizuki-class Destroyer)은 해상자위대의 최초 국산 준이지스 호위함이다. 계획한 4척을 2010년부터 2014년까지 모두 진수하였다.

## 일본 최초의 국산 준이지스함
곤고급 구축함과 아타고급 구축함은 미국 록히드 마틴의 AN/SPY-1 이지스 레이다를 사용했으나, 아키즈키급은 최초로 일본산 FCS-3A AESA 레이다를 사용했다.
한국은 천궁 미사일의 AESA 레이다 개발한 삼성탈레스에서 구축함용 AESA 레이다 판매를 홍보중이나, 아직 한국 해군에 실전배치된 국산 AESA 구축함은 없다.
일본이 2010년 최초의 국산 이지스함인 아키즈키함을 진수한 데 비해, 중국은 2003년 국산 AESA 레이다를 장착한 란저우급 구축함 1번함인 란저우함을 진수했다.
중국의 란저우급이 미사일과 컴퓨터까지 국산을 사용하는데 비해, 아키즈키급은 AESA 레이다만 국산이고, 미국의 ESSM 미사일, AN/UYQ-70 컴퓨터를 사용한다.

## 아사기리급 호위함 대체
아키즈키급 호위함은 현재 2척이 연습함으로 사용되고, 6척이 수명연장 작업으로 간간히 버티고 있는 아사기리급 호위함의 대체 함급이다. 25/26DD와 합쳐 총 8척 (아키즈키급 4척 + 25/26DD 4척)이 건조되어 아사기리급을 대체할 것으로 보인다.
아키즈키급은 아사기리급보다 향상된 방공능력을 가진다. 총 32셀의 VLS에 RIM-162 ESSM을 탑재해 자함방공력을 가진다. 대함/대잠/대공작전을 모두 수행할 수 있어 평시에는 이지스함인 곤고급 구축함과 아타고급 구축함의 함대방공 보조역할을 하고, 유사시에는 함대방공을 맡는 범용호위함으로 사용된다.

## 25/26DD
아키즈키급 호위함은 일본 해상자위대가 아사기리급을 대체할 목적으로 건조한 함정이며, 나머지 4척분은 25/26DD로 대체할 예정이다. 25DD, 26DD는 총 4척이 건조될것으로 예상되며, 방위성이 공개한 자료에 의하면 아키즈키급과 거의 동일한 형태를 가졌다. 약간 간략화된 모습이며, 아키즈키의 위상배열레이다가 함교에 2개, 헬기 데크위에 2개를 부착하는, 미국 타이콘데로가급 순양함과 같은 배치형태를 보였다면, 25/26DD는 함교에 4개를 다 부착하는, 알레이버크급 구축함과 같은 배치형태를 보인다. 또한 25/26DD는 FCS-3B 레이다를 장착할 예정이다.

## 같이 보기
- 타카나미급 호위함 - 무라사메의 개량형이다.
- 무라사메급 호위함 - 일본이 개발한 레이다를 장착한 방공구축함이다.
- 아타고급 구축함 - 일본의 이지스함이다.
- 아사히급 호위함 - 아키즈키급의 파생형